# Берк, Ллойд Лесли
Ллойд Лесли Берк (29 сентября 1924 — 1 июня 1999) — офицер армии США, участник Корейской войны. Удостоился медали Почёта за свои действия 28 октября 1951 года.

## Биография
В 1943 году 18-летний Берк ушёл из колледжа штата Хендерсон (сейчас университет штата Хендерсон в штате Арканзас), присоединился к армии США и прослужил два года в Италии сапёром во время второй мировой войны. После отставки вернулся в колледж Хендерсон и вступил в корпус подготовки офицеров запаса. В 1950 году закончил корпус с отличием. Снова поступив на службу был отправлен в Корею. Возглавлял роту G второго батальона пятого кавалерийского полка. После того как китайские войска перешли через реку Ялу Берк смог вывести свой взвод к безопасности. В знак признания своих действий он был награждён медалью «Серебряная звезда» (позднее медаль была заменена на более высокую награду — крест «За выдающиеся заслуги») и двумя медалями «Пурпурное сердце».
Берк командовал 16-м пехотным полком рейнджеров второй бригады первой дивизии. Он служил во Вьетнаме, пока вертолёт, на котором он летел, не был сбит. Это вынудило его вернуться в США и подвергнуться длительной госпитализации. В итоге он прослужил в армии 35 лет, служил армейским офицером связи в Конгрессе США. Ушёл в отставку в 1978 году в звании полковника.
Похоронен на Арлингтонском национальном кладбище (секция 7A, могила 155, точка карты U-23.5.)

## Бой на высоте 200
Срок службы Берка в Корее почти закончился в октябре 1951 года. В это время он находился в тылу полка. У Берка уже был билет на самолёт, он жаждал увидеть жену и маленького сына. В двух милях от Берка его рота пыталась переправиться через реку Ёккок. Рота вела бой с крупным китайским отрядом, хорошо окопавшимся на высоте 200. Сражение длилось уже несколько дней, противник постоянно отбивал атаки второго батальона. Сначала лейтенант Берк составлял доклады, но затем не смог терпеть ситуацию и решил идти к линии фронта. Как он позднее заметил: «Я не мог оставить своих ребят, не предприняв чего-либо».
Когда Берк добрался до подошвы высоты 200 он был шокирован увиденным: от его роты осталось только 35 раненых выживших. Берк ясно описал состояние роты: «Люди были полностью разбиты. Они лежали в окопах и не могли двигаться. У всех были глаза как у тысячелетних старцев, видевших слишком много боёв, слишком много смертей». Берк вытащил 57-мм безоткатное орудие и выпустил три заряда по ближайшему бункеру. Бункер представлял собой бревенчатую стену врытую в склон холма. Китайцы забрасывали американцев гранатами из своих траншей. Берк захватил с собой винтовку М1 и стрелял по китайцам, которые высовывались, чтобы бросать гранаты. Тем не менее, гранаты всё же летели в американцев. Расстреляв обойму из восьми патронов Берк решил предпринять более решительные действия. Как он вспоминал: «Я считал себя отличным стрелком, но это становилось смешным. Я должен был чего-то предпринять».
Положив винтовку, Берк взял гранату и преодолел бегом примерно 30 ярдов до линии китайских окопов. Он избежал огня, укрывшись за земляным уступом высотой в два фута. Когда китайцы на мгновение прекратили стрелять, Берк выскочил из-за бугра с пистолетом в одной руке и гранатой в другой. Он застрелил пятерых или шестерых китайцев прямо в лоб, а также стрелял по двум другим китайцам, находившимся дальше по траншее. Он бросил гранату в их направлении, выскочил из окопа и снова укрылся за бугром. Китайцы раскрыли местоположение Берка и начали метать в него гранаты. Большинство из них скатилось по склону и не причинило вреда, но некоторые разрывались рядом с позицией Бёрка. Ему удалось поймать три гранаты и запустить их обратно в китайцев. В то же время солдаты роты Берка тоже бросали гранаты. Но некоторые из них разорвались рядом с Берком.
Берк перебрался ползком в более надёжное укрытие — овраг, который тянулся от высоты 200 до корейского погребального кургана. Берку удалось осмотреться с вершины кургана и он увидел главную китайскую траншею в ста метрах от него, которая тянулась вдоль холма и была прикрыта анфиладой. Берк увидел там множество китайцев, которые к его удивлению отдыхали: общались, сидели и смеялись, в то время как другие бросали гранаты и стреляли из миномётов. Берк спустился по оврагу к позиции роты G и приказал старшему нижнему чину сержанту Артуру Фросту: «Приготовьтесь атаковать по моему сигналу». Затем он уволок последний работоспособный пулемёт «Браунинг модель 1919» и три ящика с патронами обратно на высоту. На вершине погребального кургана он установил пулемёт, отрегулировал его на свободный ход и приготовил ящик с 250 патронами. Он открыл огонь по ближайшей части окопа, где находились китайские миномётчики. Берк скосил все миномётные расчёты и перенёс огонь на пулемётное гнездо. Потом он стал поливать огнём китайскую пехоту в окопе. Китайцы пришли в замешательство, не смогли ответить и, придя в панику, обратились в бегство. Берк продолжал стрелять, пока его пулемёт не заглох. Когда он попытался прочистить оружие вражеский солдат стал забрасывать его гранатами. Бёрк проигнорировал и его и полученную рану в руку осколками гранаты. В итоге он смог прочистить оружие и убил китайца, бросавшего гранаты.
В это время сержант Фостер привёл к Берку небольшой отряд. Берк приказал ему обеспечить дополнительную огневую мощь. Берк и его товарищи были уверены, что против них стоит целый отряд а не несколько упрямых бойцов. Когда китайцы стали отступать Берк обернул раскалённый ствол пулемёта рукавами своей куртки и сорвал 31-фунтовый пулемёт с треноги. Он обмотал пояс с патронами вокруг тела, двинулся дальше по траншее и стрелял по отступающему противнику. За ним последовали сержант Фостер и его люди. Когда Берк исчерпал боезапас пулемёта он при помощи 45-мм пистолета и гранат зачищал бункеры. В итоге в бою на высоте 200 Берк уничтожил сотню китайцев, два миномётных укрепления и три пулемётных гнезда. За свои действия он был награждён медалью Почёта на церемонии в Белом доме 11 апреля 1952 года.

## Награды
| Американские награды и знаки отличия:                         |
| ------------------------------------------------------------- |
| Личные награды:                                               |
| медаль Почёта                                                 |
| Крест «За выдающиеся заслуги»                                 |
| Медаль «За выдающиеся заслуги» (армия)                        |
| Серебряная звезда (повышен до креста «За выдающиеся заслуги») |
| Бронзовая звезда с литерой «V» и дубовым листом               |
| Пурпурное сердце с тремя дубовыми листьями                    |
| Объединённая похвальная медаль                                |
| Армейская похвальная медаль с тремя дубовыми листьями         |

| Американские награды и знаки отличия:                                                   |
| --------------------------------------------------------------------------------------- |
| Награды подразделения:                                                                  |
| Presidential Unit Citation                                                              |
| Награды за службу                                                                       |
| Медаль «За безупречную службу»                                                          |
| Награды за кампании и службу:                                                           |
| Медаль «За Американскую кампанию»                                                       |
| Медаль «За Европейско-африканско-ближневосточную кампанию» с тремя служебными звёздами. |
| Медаль Победы во Второй мировой войне (США)                                             |
| Медаль «За службу в оккупационной армии»                                                |
| Медаль «За службу национальной обороне» с одной служебной звездой                       |
| Медаль «За службу в Корее» (США) с пятью служебными звёздами                            |
| Медаль «За службу во Вьетнаме» с одной служебной звездой                                |

| Американские награды и знаки отличия:     |
| ----------------------------------------- |
| Значки                                    |
| Значок боевого пехотинца (вторая награда) |

| Международные награды и знаки отличия:    |
| ----------------------------------------- |
| Individual and unit awards                |
| Благодарность президента Республики Корея |
| Крест «За храбрость»                      |
| Медаль «За службу ООН в Корее»            |
| Медаль вьетнамской кампании               |
| Медаль «За службу на Корейской войне»     |
| Значки                                    |

## Наградная запись к медали Почёта
Ранг и часть: первый лейтенант, армия США
Рота G, пятый кавалерийский полк, первая кавалерийская дивизия
Место и дата: Близ Чондон, Корея, 28 октября 1951 года.
Поступил на службу в: Статгарт, штат Арканзас. Родился 29 сентября 1924 года, Тичнор, Арканзас.
G.O. No.: 43.
Первый лейтенант Берк отличился благодаря заметной храбрости и выдающемуся мужеству при выполнении долга службы и за его пределами в бою с врагом. Плотный вражеский огонь прижал передовые отделения его роты, имевшей задачу захватить господствующую высоту, когда первый лейтенант Берк оставил командный пункт, чтобы сплотить людей и повести их на три [вражеских] бункера, мешающих наступлению. Стремительно выскочив на открытую позицию он бросил несколько гранат в бункеры, затем вернувшись за винтовкой М1 и переходником он в одиночку предпринял штурм, зачистив позицию и уничтожив её защитников. Подойдя к центральному бункеру, он бросил гранаты в отверстие и перестрелял из пистолета троих обитателей бункера, собиравшихся окружить его. Приказав своим людям идти вперёд, он атаковал третье укрепление, поймав в воздухе несколько гранат и бросив их обратно во врага. Вдохновлённые таким примером мужества его люди рванулись вперёд, захватили вражескую позицию, но опять были прижаты к земле усиливавшимся огнём. Захватив лёгкий пулемёт и три коробки патронов первый лейтенант Берк проскочил через открытую местность на открытый бугор и обрушил мощный огонь на ряды врагов, убив приблизительно 75 из них. Несмотря на ранение, он потребовал ещё патронов, перезарядил оружие и уничтожил точным огнём два миномёта и пулемётное гнездо. Держа оружие в руках, он повёл своих людей вперёд, убив при этом 25 отступающих солдат противника, и захватил цель. Героический поступок первого лейтенанта Берка и смелые подвиги вдохновили его небольшой отряд из 35 человек. Своим неустрашимым мужеством и выдающимся лидерством он заслужил высочайшую честь для себя, пехоты и армии США.
Оригинальный текст (англ.)
Rank and organization: First Lieutenant, U.S. Army
Company G, 5th Cavalry Regiment, 1st Cavalry Division
Place and date: Near Chong-dong, Korea, October 28, 1951
Entered service at: Stuttgart, Arkansas Born: September 29, 1924, Tichnor, Arkansas
G.O. No.: 43.
Citation:
1st Lt. Burke, distinguished himself by conspicuous gallantry and outstanding courage above and beyond the call of duty in action against the enemy. Intense enemy fire had pinned down leading elements of his company committed to secure commanding ground when 1st Lt. Burke left the command post to rally and urge the men to follow him toward 3 bunkers impeding the advance. Dashing to an exposed vantage point he threw several grenades at the bunkers, then, returning for an Ml rifle and adapter, he made a lone assault, wiping out the position and killing the crew. Closing on the center bunker he lobbed grenades through the opening and, with his pistol, killed 3 of its occupants attempting to surround him. Ordering his men forward he charged the third emplacement, catching several grenades in midair and hurling them back at the enemy. Inspired by his display of valor his men stormed forward, overran the hostile position, but were again pinned down by increased fire. Securing a light machine gun and 3 boxes of ammunition, 1st Lt. Burke dashed through the impact area to an open knoll, set up his gun and poured a crippling fire into the ranks of the enemy, killing approximately 75. Although wounded, he ordered more ammunition, reloading and destroying 2 mortar emplacements and a machine gun position with his accurate fire. Cradling the weapon in his arms he then led his men forward, killing some 25 more of the retreating enemy and securing the objective. 1st Lt. Burke's heroic action and daring exploits inspired his small force of 35 troops. His unflinching courage and outstanding leadership reflect the highest credit upon himself, the infantry, and the U.S. Army.
— 